# Davallia pectinata
Davallia pectinata là một loài dương xỉ trong họ Davalliaceae. Loài này được Sm. mô tả khoa học đầu tiên năm 1793.